# Корсаков, Никита Васильевич
Никита Васильевич Корсаков (18 (30) апреля 1821 — 3 (15) ноября 1890) — генерал от инфантерии (1883), генерал-адъютант (1878), один из видных военных педагогов Российской империи.

## Биография
В 1839 окончил Пажеский корпус и был произведён в прапорщики лейб-гвардейского Семёновского полка. В 1841 произведён в поручики, в 1845 — в штабс-капитаны. В 1845 назначен старшим адъютантом в штабе Главного Начальника военно-учебных заведении Великого князя Михаила Павловича; в 1849—1855 военно-учебным ведомством управлял наследник цесаревич Александр Николаевич — будущий император Александр II.
С 1858 — управляющий делами совета военно-учебных заведений. В 1861 произведён в генерал-майоры, назначен начальником штаба военно-учебных заведений и зачислен в Свиту Его Императорского Величества.
В 1863 году с образованием Главного управления военно-учебных заведений был назначен помощником начальника управления и занимал эту должность до 1878 года; входил также в состав главного военно-учебного комитета и педагогического комитета при самом управлении. В 1865—1867 одновременно исполнял обязанности директора Пажеского корпуса.
В 1878 получил звание генерал-адъютанта. 1 апреля 1879 назначен членом военного совета и попечителем при Великом князе Николае Михайловиче. В 1883 произведён в генералы от инфантерии.

## Отдельные факты
В 1878 бывшие сотрудники и подчинённые Н. В. Корсакова собрали по добровольной подписке 6000 руб., из которых 5000 предназначались для учреждения в интернате одной из военных гимназий постоянной стипендии его имени.

## Семья[6]
Отец — Василий Дмитриевич Корсаков (1788 — 25.01.(6.02)1870), генерал от артиллерии, награждённый орденом Святого Георгия IV степени и золотой шпагой с надписью «За храбрость»;
Мать — Елизавета Никитична, урожд. Мартьянова (1799 — 20.03.1871);
Братья — Дмитрий, Николай, Александр
Сёстры — Дарья, Александра.